# Duncan Idaho
Duncan Idaho Frank Herbert A Dűne című regényének kitalált alakja.

## Története
Giedi Prime-n született a Harkonnenek uralma alatt. A  Ginazi kardmesterek iskolájába kerül Leto Atreidesnek köszönhetően.
Leto Atreides hű társa és egyik legfőbb bizalmasa Gurney Halleck-kel és Thufir Hawattal egyetemben. Leto halála után fiának, Paul Atreidesnek segítője lesz. Bár az első részben életét veszti a Harkonnenek és a sardaukarok elleni háborúban, a Bene Tleilax-nak köszönhetően klónváltozatai fennmaradnak és fontos szerepet töltenek be a többi regényben is.